# سابا لوبسانيدزي
سابا لوبسانيدزي (مواليد 18 ديسمبر 1994) هو لاعب كرة قدم جورجي يلعب في مركز الجناح الأيسر في نادي أنقرة غوجو.

## روابط خارجية
- سابا لوبسانيدزي على موقع الاتحاد الدولي (مؤرشف)  (الإنجليزية)
- سابا لوبسانيدزي على موقع الاتحاد الأوربي (الإنجليزية)
- سابا لوبسانيدزي على موقع اتحاد تركيا (لاعب) (الإنجليزية)
- سابا لوبسانيدزي على موقع الدوري الأمريكي (الإنجليزية)
- سابا لوبسانيدزي على موقع قاعدة بيانات كرة القدم.إي يو (الإنجليزية)
- سابا لوبسانيدزي على موقع ناشيونال فوتبول تيمز (الإنجليزية)
- سابا لوبسانيدزي على موقع Soccerway.com (الإنجليزية)